# Büntetés-végrehajtási Szervezet Továbbképzési és Rehabilitációs Központja
A Büntetés-végrehajtási Szervezet Továbbképzési és Rehabilitációs központja büntetés-végrehajtási intézmény. Költségvetési szerv, jogi személy.
Állami feladatként ellátandó alaptevékenysége:
- a büntetés-végrehajtási szervezet személyi állománya továbbképzésének,
- a büntetés-végrehajtási feladatok ellátását elősegítő továbbképzések, szakmai értekezletek, konferenciák szervezése, a résztvevőknek szállás és étkezés biztosítása, valamint
- orvosi rehabilitáció, illetve rekreáció biztosítása a foglalkozás-egészségügyi szolgáltatás keretében.

2007. június 30-i hatállyal jött létre a Büntetés-végrehajtás Továbbképzési és Rehabilitációs Központja (Igal) megszüntetése és a Büntetés-végrehajtás Továbbképzési és Konferencia Központja (Pilisszentkereszt) alapító okiratának módosítása útján. 
Székhelye Pilisszentkereszten (2098 Pilisszentkereszt, Pomázi u. 6.), telephelye Igalon (7275 Igal, Gábor u. 6.) található. 
A szolgálati igénybevétellel nem érintett időszakban az üres férőhelyeket kereskedelmi szálláshelyként értékesítik.